# Bystrá (montagne)
Pour les articles homonymes, voir Bystrá.
Le Bystrá (polonais : Bystra), culminant à 2 248 mètres d'altitude, est le point le plus élevé des Tatras occidentales dans les montagnes des Carpates occidentales.